# Ялинковий провулок (Київ, Червоний хутір)
Ялинко́вий прову́лок — провулок у Дарницькому районі міста Києва, місцевість Червоний хутір. Пролягає від Харківського шосе до Борового провулку.
Прилучається Ташкентська вулиця.

## Історія
Провулок виник у середині XX століття під назвою 359-а Нова вулиця. Сучасна назва — з 1953 року.